# Neumoegenia albavena
Neumoegenia albavena är en fjärilsart som beskrevs av Ottolengui 1898. Neumoegenia albavena ingår i släktet Neumoegenia och familjen nattflyn. Inga underarter finns listade i Catalogue of Life.